# 福昌寺 (会津若松市)
福昌寺（ふくしょうじ）は福島県会津若松市にある曹洞宗の寺院。山号は吉高山。本尊は薬師如来。

## 歴史
開山は霊庵芳珍とされるが創建年代などは不明。金売吉次兄弟が村の東を流れる応湖川を渡る際に急な増水で船が転覆。この際に溺死した弟・吉六の冥福を祈るために観音堂を建立したと伝えられており、この観音堂は会津三十三観音の15番札所・高瀬観音（たかせかんのん）として知られている。